# Cristoforo Ciocca
Cristoforo Ciocca (1462 – 1542) è stato un pittore italiano del tardo Rinascimento, attivo a Milano.

## Biografia
Si hanno poche informazioni biografiche, tranne che dipinse una pala d'altare di San Cristoforo per la chiesa di Chiesa di San Vittore al Corpo di Milano. Dipinse principalmente soggetti e ritratti sacri.